# ميشيل إدواردز
ميشيل إدواردز (بالإنجليزية: Michelle Edwards)‏ (و. 1966  م) هي لاعبة كرة سلة، ومدربة كرة سلة، من الولايات المتحدة، ولدت في بوسطن، تلعب كمدافع مسدد الهدف.

## جوائز
حصلت على جوائز منها:
- قاعة مشاهير كرة السلة للسيدات  [لغات أخرى]‏.

## روابط خارجية
- ميشيل إدواردز على موقع الاتحاد الوطني لكرة السلة النسائية (الإنجليزية)
- ميشيل إدواردز على موقع كلية كرة السلة في سبورتس رفرنس.كوم (الإنجليزية)
- ميشيل إدواردز على موقع بروبوليرز (الإنجليزية)
- ميشيل إدواردز على موقع قاعة مشاهير كرة السلة للسيدات (الإنجليزية)
- ميشيل إدواردز على موقع سبورتس رفرنس (الإنجليزية)
- ميشيل إدواردز على موقع قاعة آيوا للمشاهير الرياضية (الإنجليزية)